# Zazie
Zazie, echte naam Isabelle Marie Anne de Truchis de Varennes, (Boulogne-Billancourt, 18 april 1964) is een Franse zangeres en songwriter. Ze heeft sinds haar debuut in 1992 zes albums uitgebracht, waarvan er 5 bekroond zijn met platina. Daarnaast heeft ze ook nog drie live cd's opgenomen en een 'best of' samengesteld. Haar teksten getuigen van een grote maatschappelijke betrokkenheid.

## Biografie

### Jeugd
Zazie dankt haar bijnaam aan de hoofdpersoon van de roman Zazie dans le métro van Raymond Queneau. Haar vader is stedenbouwkundige en haar moeder muzieklerares. Al op jonge leeftijd geeft Zazie blijk van haar creativiteit: ze speelt viool, gitaar en wat piano en begint ook al vroeg met schrijven. Op haar vierde schrijft ze haar eerste liedje, en op haar tiende haar eerste toneelstuk.
Op zestienjarige leeftijd (twee jaar jonger dan gebruikelijk in Frankrijk) slaagt ze voor haar eindexamen. Ze begint aan verschillende studies, eerst fysiotherapie, later vreemde talen (Engels, Spaans en Japans). Gedurende tien jaar werkt ze als model voor verschillende modeontwerpers (zoals Yves Saint Laurent, Karl Lagerfeld en Kenzo) en van daar uit rolt ze in de reclamewereld (voornamelijk vanwege haar stem: ze sprak meerdere belangrijke reclameboodschappen in) en uiteindelijk komt ze zo definitief in de muziekwereld terecht.

### Carrière
In 1992 brengt ze haar eerste album uit: Je, Tu, Ils, opgenomen in de studio van haar grote idool Peter Gabriel.Het album kent maar een matig succes, maar de hitsingle sucré-salé behaalt wel genoeg succes om op te vallen in de Franse muziekwereld. Het jaar daarop wint ze de prestigieuze Franse muziekprijs victoire de la musique in de categorie vrouwelijke belofte van het jaar. Zazie heeft alle teksten op haar debuutalbum zelf geschreven en is ook nauw betrokken geweest bij het componeren van de muziek. Daarnaast werkt ze nu al voor het eerst samen met Pascal Obispo.
Vanaf haar tweede album, Zen, dat uitkomt in 1995, is ze een bekende en populaire artiest in Frankrijk. Ze schrijft alle teksten zelf. Meerdere nummers van dit album hebben groot succes in de hitlijsten. Vanaf dat moment schrijft ze ook regelmatig liedjes voor andere artiesten als Florent Pagny, Johnny Hallyday, Jane Birkin, Patricia Kaas, Pascal Obispo en recentelijker ook Axel Bauer. Haar teksten kenmerken zich door subtiele woordspelletjes en een groot maatschappelijk engagement.
In 1996 maakt ze het duet Les meilleurs ennemis met Obispo, en in 2001, samen met Axel Bauer, À ma place, dat vierde wordt op de hitlijst.
Haar tournee Zazie en ville na het succes van Zen in 1995, trekt volle zalen. Zazie staat veel op de scène. Ze gaat zelf op tournee, treedt op in de enfoirés, in concerten van vrienden en andere grote Franse artiesten, en uiteindelijk ook op het Fête de la Musique, vlak voor de geboorte van haar dochtertje in 2002. Hoewel ze daarna nog wel zelf verder werkt aan haar carrière, doet ze dat minder in samenwerking met andere artiesten. De clips van het album rodéo (2004) zijn opgenomen in India en in de daarop volgende tournee staat ze in het Palais Omnisports de Paris-Bercy. Na het succes van het album Totem in 2007 (50.000 exemplaren verkocht in één week, kwam de eerste week al uit als best verkochte album) staat ze vier keer in het Zénith in Parc de la Villette. Tijdens deze tournee treedt ze ook in Londen op.
In 2008 brengt ze een Best of CD uit, en sindsdien is ze vooral bezig zich in te zetten voor goede doelen. In 2009 betuigt ze samen met onder anderen Yannick Noah haar steun aan de ecologische zaak in het concert Ultimatum climatique en een paar maanden later treedt ze op in een benefietconcert voor de slachtoffers van de aardbeving in Haïti in januari 2010.

## Discografie

### Singles
- 1992 : Sucré, salé
- 1993 : Je, tu, ils, Un petit peu amoureux
- 1995 : Larsen
- 1996 : Zen, Un point c’est toi, Homme sweet homme
- 1997 : Les meilleurs ennemis(duet met Pascal Obispo), Rose
- 1998 : Tous des anges, Ça fait mal et ça fait rien, Tout le monde
- 1999 : Chanson d'ami, Cyber
- 2001 : À ma place (duet met Axel Bauer), Personne n’est parfait, Rue de la Paix
- 2002 : Adam et Yves, Sur toi,
- 2003 : Danse avec les loops, La vie en rose
- 2004 : Rodéo, Toc toc toc
- 2005 : Excuse-moi, Oui
- 2006 : La dolce vita - live, Des rails
- 2007 : Je suis un homme, J’étais là
- 2008 : Flower Power, FM Air

### Albums
- 1992 : Je, Tu, Ils
- 1995 : Zen
- 1998 : Made in Love
- 1999 : Made in Live
- 2001 : La Zizanie
- 2003 : Ze Live !!
- 2004 : Rodéo
- 2006 : Rodéo Tour
- 2007 : Totem
- 2008 : Zest of
- 2013 : Cyclo

- Bibliothèque nationale de France: cb139562098 (data)
- Gemeinsame Normdatei: 124246656
- International Standard Name Identifier: 0000 0003 6858 9715
- Library of Congress Control Number: n2008009398
- MusicBrainz: 932cb13f-677c-4e63-beb1-fca45574d280
- Système universitaire de documentation: 074646869
- Virtual International Authority File: 12497543
- WorldCat: E39PBJfh8BkJMWvX9vDdVw7yh3